# Paula Prendes Martínez
Paula Prendes Martínez   (Gijón, 21 de gener de 1983) és una actriu, presentadora de televisió i periodista espanyola.

## Biografia
Va néixer el 21 de gener de 1983 a Gijón. Va cursar els seus primers estudis al Col·legi Públic de Cabueñes. Posteriorment va passar a realitzar els seus estudis a l'IES El Piles, també a la seva ciutat natal, Gijón.
Llicenciada en Comunicació audiovisual per la Universitat Pontifícia de Salamanca, Paula Prendes ha estat redactora i locutora d'informatius a la Cadena Ser de Gijón, d'esports en la Cadena SER de Salamanca i dels informatius i altres programes a Localia TV de Madrid. També ha presentat Electronic Arts, programa emès en una coneguda web de videojocs i ha col·laborat com a reportera a MTV.
En televisió, ha participat en series com Hermanos y detectives (Telecinco), així com en l'últim capítol de Los Hombres de Paco (Antena 3).
A Periodistas FC hi treballava com a presentadora i reportera del programa al costat dels presentadors Dani Mateo i Ricardo Castella. Des de la cancel·lació d'aquest programa, es va incorporar com a reportera de Sé lo que hicisteis..., també a La Sexta. Al juny d'aquell mateix any va ser portada de la revista Primera Línea igual que la seva companya Cristina Pedroche. Al juliol, va ser portada de la revista FHM.
Des de 2011 i fins a 2013 va participar en la sèrie d'Antena 3 Gran Hotel com a Cristina Olmedo, sent la germana de Julio Olmedo (Yon González). El 2012 comença una nova sèrie Imperium, el spin-off d'Hispània, la llegenda amb Lluís Homar, Nathalie Poza o Ángela Cremonte entre d'altres. Al novembre d'aquest mateix any, va tornar a ser portada de la revista FHM. En 2013 va donar vida a Carolina Jiménez en Gran Reserva: L'Origen per TVE, precuela de la sèrie Gran Reserva. Des de 2014 i fins a 2015 va estar en la sèrie B&B, de boca en boca pel prime time de Telecinco en la qual va donar vida a Martina.
Al maig de 2015, s'anuncia el seu fitxatge per la 1, per conduir en el prime time de la cadena el programa Cocineros al Volante.
El 2016 fitxa per a la segona temporada de Víctor Ros com a protagonista femenina. A més, participa en la quarta temporada de Velvet actuant en 3 episodis com un paper imprescindible en la temporada.
El 2017 participa en el teatre amb l'obra La mare que em va parir, una reeixida obra, que ha renovat per a una segona temporada estrenada el 23 d'agost, en la qual Paula està. El juliol fitxa per Zapeando, de la qual no serà només col·laboradora d'estiu, participarà de forma puntual.

## Filmografia

### Pel·lícules
| Pel·lícules | Pel·lícules                         | Pel·lícules | Pel·lícules     |
| Any         | Títol                               | Personatge  | Notes           |
| ----------- | ----------------------------------- | ----------- | --------------- |
| 2007        | Pinso, després existeixes           | Paula       | Curtmetratge    |
| 2010        | Hollywood                           | Zoe         | Paper secundari |
| 2011        | Fugida de cervells 2. Ara a Harvard | Sara        | Paper secundari |
| 2017        | Enterrats                           | Marga       | Paper principal |